# Low-altitude Economy
Der Begriff Low-altitude economy (LAE) bezieht sich auf wirtschaftliche Aktivitäten im Luftraum bis zu 1000 Metern über dem Boden, wobei der Luftraum je nach regionalen und praktischen Erfordernissen auch auf bis zu 3000 Meter erweitert wird. Dazu gehören verschiedene Aktivitäten und Branchen, die sich mit zivilen bemannten und unbemannten Luftfahrzeugen befassen, z. B. Passagiertransport (u. a. eVTOL), Frachttransport (u. a. UAVs), Fertigung und integrierte Dienstleistungen.

## Marktpotenzial
Da es sich bei der low-altitude economy noch um eine sehr junge Industrie handelt, ist das absolute Marktpotenzial aktuell noch schwer abzuschätzen. Alleine der globale Markt für unbemannte Luftfahrzeuge (UAVs) und Dronen wird bis 2030 auf 100 bis 140 Milliarden US-Dollar geschätzt und der Markt für urbane Luftmobilität (UAM – Urban Air Mobility) könnte laut Morgan Stanley bis 2040 ein Volumen von 1 Billion US-Dollar erreichen.

## Marktsegmente
Zu den wichtigsten zukünftigen Marktsegmenten der low-altitude economy gehören Expresslieferung, Last-Mile-Delivery, geografische Vermessungen, Überwachung, City-Management, Notfall-Rettung, Energie-Monitoring (z. B. Überwachung von Solaranlagen oder Windkraftanlagen), Verkehrsüberwachung, Landwirtschaft, Personentransport, Tourismus.

## Regulatorische Rahmenbedingungen
Seit Anfang der 2010er Jahre arbeiten verschiedene Staaten an den gesetzlichen und regulatorischen Rahmenbedingungen für die Kommerzialisierung der LAE. In den Vereinigten Staaten von Amerika wurde im Jahr 2012 im Rahmen des FAA Modernization and Reform Act 2012 zum ersten Mal die Notwendigkeit einer Integration von UAVs in das nationales Luftraumsystem der USA thematisiert. Die Europäische Union verabschiedete im Jahr 2014 die European Drone Strategy 1.0, welche dann im Jahr 2022 von der European Drone Strategy 2.0 ersetzt wurde.